# Andreas Pietschmann
Andreas Pietschmann (Wurtzburgo, 22 de março de 1969) é um ator alemão. Graduado pela Schauspielschule Bochum, sua filmografia agrupa mais de cinquenta obras.

## Filmografia
- 1996: Echte Kerle
- 1998: Schimanski – Rattennest
- 1999: Sonnenallee
- 2000: Anke
- 2000: Thrill – Spiel um dein Leben
- 2000: Höllische Nachbarn – Chaos im Hotel
- 2001: SK Kölsch
- 2001: Der Tanz mit dem Teufel – Die Entführung des Richard Oetker
- 2002: Drei mit Herz
- 2003: Die Pfefferkörner
- 2003: Traumprinz in Farbe
- 2004: Am Endes des Tages
- 2004: Edel und Starck
- 2005: Apollonia
- 2005: Adelheid und ihre Mörder
- 2005: 4 gegen Z
- 2006: FC Venus – Angriff ist die beste Verteidigung
- 2006: Die Verlorenen
- 2006: Freundinnen fürs Leben
- 2006: Fremder Bruder
- 2007: Rosa Roth – Der Tag wird kommen – Teil 1
- 2007: Vermisst
- 2007: GSG 9 – Ihr Einsatz ist ihr Leben
- 2007: Tatort – Fettkiller
- 2008: Die Patin – Kein Weg zurück
- 2009: Vorzimmer zur Hölle
- 2009: Altiplano
- 2009: Böseckendorf – Die Nacht, in der ein Dorf verschwand
- 2009: Ein starkes Team – Das große Fressen
- 2010: Großstadtrevier
- 2010: Auf Doktor komm raus
- 2010: Donna Leon – Lasset die Kinder zu mir kommen
- 2010: Löwenzahn
- 2011: Tatort – Der schöne Schein
- 2011: Hindenburg
- 2011: Vorzimmer zur Hölle – Streng geheim!
- 2011: Wilsberg – Frischfleisch
- 2011: Der letzte Bulle
- 2011: Männer ticken, Frauen anders
- 2011: Ein Fall für zwei
- 2011: Polizeiruf 110
- 2012: Die Braut im Schnee
- 2012: Ihr Name war Maria
- 2012: Letzte Spur Berlin
- 2012: Der Kriminalist
- 2012: Zu schön um wahr zu sein
- 2013: Belle und Sebastian
- 2013: Vorzimmer zur Hölle III – Plötzlich Boss
- 2013: Utta Danella – Sturm am Ehehimmel
- 2013: Nord Nord Mord
- 2013: SOKO 5113/SOKO München
- 2014: Ohne Dich
- 2014: Die geliebten Schwestern
- 2014: Die Hebamme
- 2015: Männer! – Alles auf Anfang
- 2015: The Team
- 2016: Der Staatsanwalt
- 2016: SOKO Köln
- 2016: Dresden Mord
- 2016: Familie!
- 2016: Die Chefin
- 2017: Ostfriesenkiller
- 2017: Dark
- 2017: Unter anderen Umständen